# Caramelo de cerdo

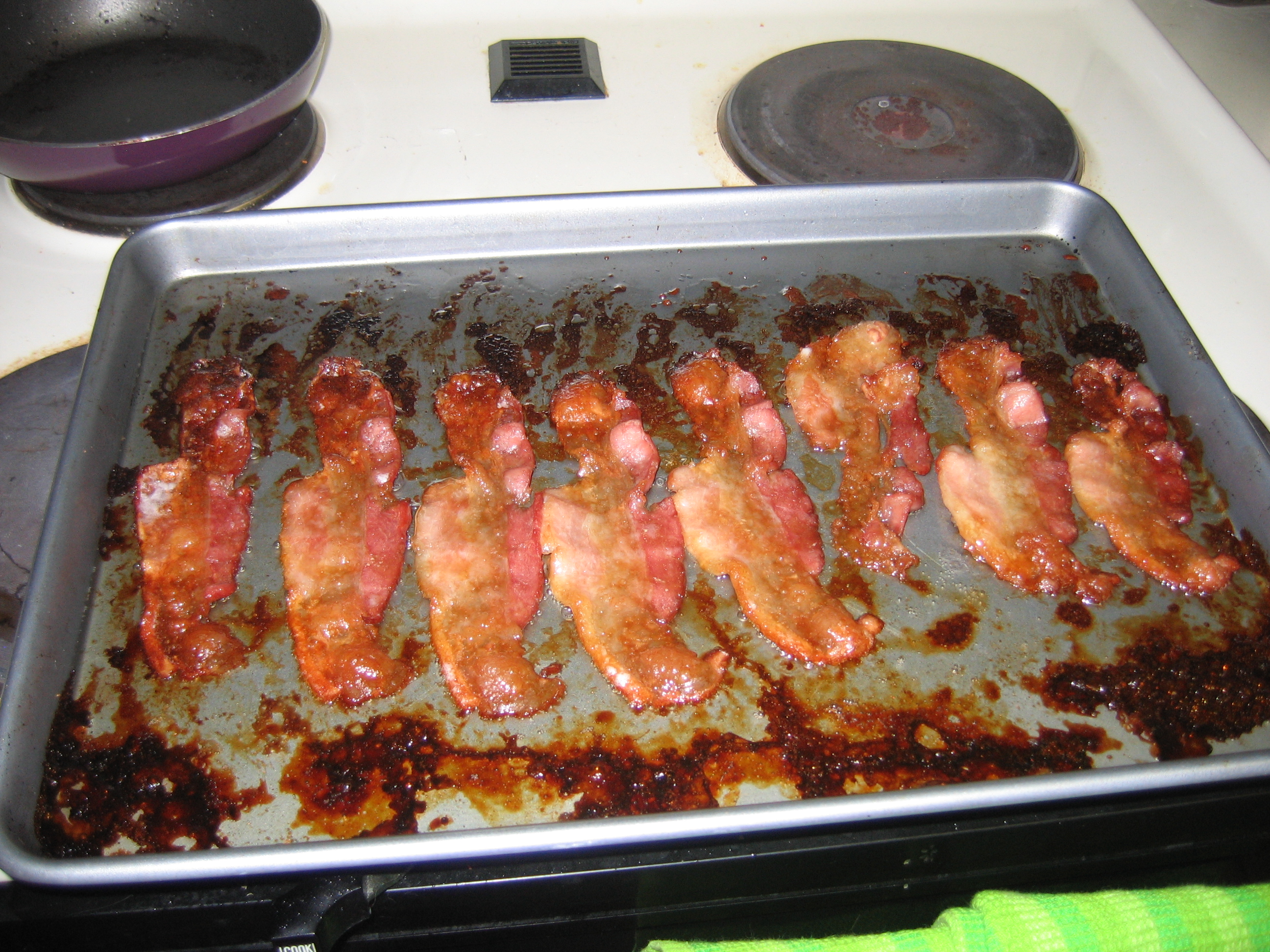
Caramelo de cerdo.

El caramelo de cerdo (en inglés pig candy) es un postre elaborado con tiras gruesas de panceta ahumada y pacanas cubiertas de caramelo o algún otro tipo de azúcar, noblemente azúcar moreno. Puede añadirse pimienta roja y mojarse en chocolate. Este plato se sirve templado o frío y es popular en el sur de los Estados Unidos, y también se ha hecho muy popular en Washington D. C. Es parecido a la panceta glaseada, incluida en Martha Stewart Living.